# Borneomarkgök
Borneomarkgök (Carpococcyx radiceus) är en fågel i familjen gökar inom ordningen gökfåglar.

## Utseende och läte
Borneomarkgöken är en mycket stor och långbent gök med lång och mörk stjärt. Den är vackert tecknad med purpurgröna vingar, tätt tvärbandad undersida, svart huvud och ljust blågrönt på ansikte och näbb. Sången är ett duvliknande "coo-KOO" medan lätet är en udda nysning.

## Utbredning och systematik
Fågeln förekommer på Borneo. Den behandlas som monotypisk, det vill säga att den inte delas in i några underarter.

## Levnadssätt
Borneomarkgöken hittas i ursprungliga låglänta regnskogar, ofta nära floder eller i sumpiga områden. Där lever den mycket tillbakdraget och hörs därför långt oftare än ses. Fågeln födosöker på marken, ofta efter svärmar av vandringsmyror eller flockar med skäggsvin för att fånga ryggradslösa djur som skräms upp i deras framfart.

## Status och hot
Borneomarkgöken tros minska kraftigt i antal till följd av skogsavverkningar, främst till förmån för palmoljeodlingar. Internationella naturvårdsunionen IUCN listar arten som sårbar (VU).